# Eragrostis cylindriflora
Eragrostis cylindriflora är en gräsart som beskrevs av Ferdinand von Hochstetter. Eragrostis cylindriflora ingår i släktet kärleksgrässläktet, och familjen gräs. Inga underarter finns listade i Catalogue of Life.